# 廃棄物空気輸送システム
廃棄物空気輸送システム（はいきぶつくうきゆそうシステム）とは投入口に投入した廃棄物を地下の輸送管を通じて中継センターや焼却場へ運ぶシステムである。日本では1970年代から1990年代にかけて全国各地のニュータウンなどに導入された。

## 概要

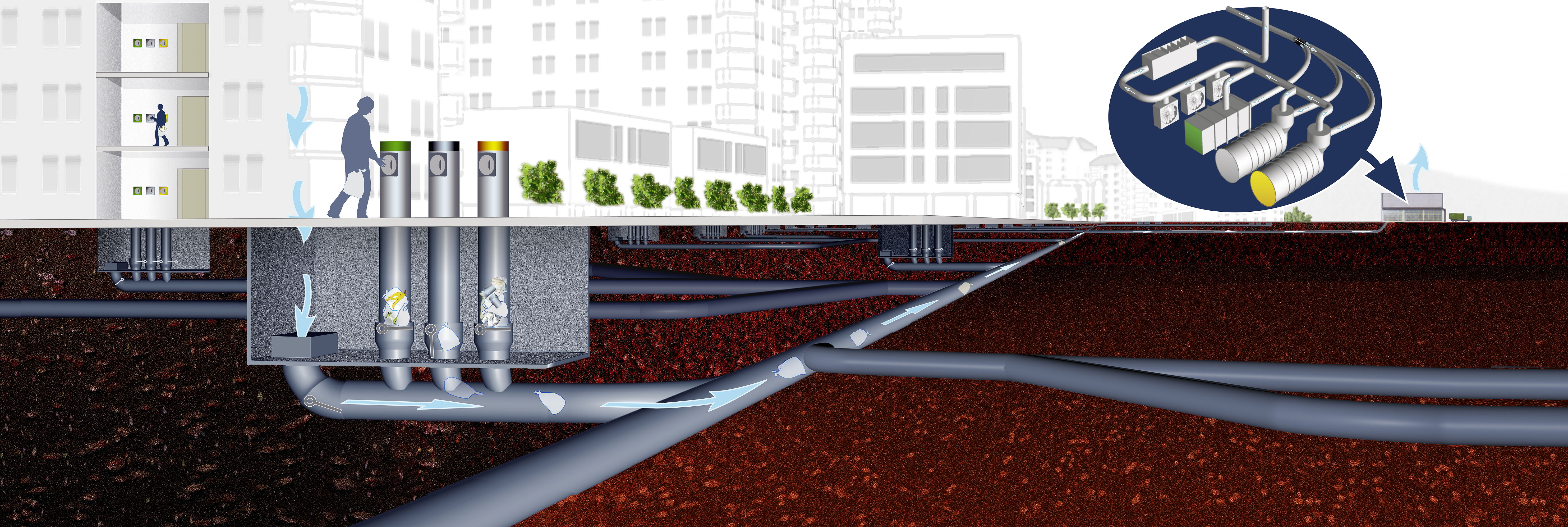
廃棄物空気輸送システムのイメージイラスト

同システムでは投入口より投入されたごみはダストシュートを通って輸送管へと落とされる。輸送管の中に入ったごみはセンターに設けられたサイクロンにより空気の力で中継センターや焼却場へと輸送される。また、ダストシュートから投入したごみを地下のタンクにためて定期的に専用車で吸い上げるシステムであるテクノキュームも廃棄物空気輸送システムの一種である。

## 歴史

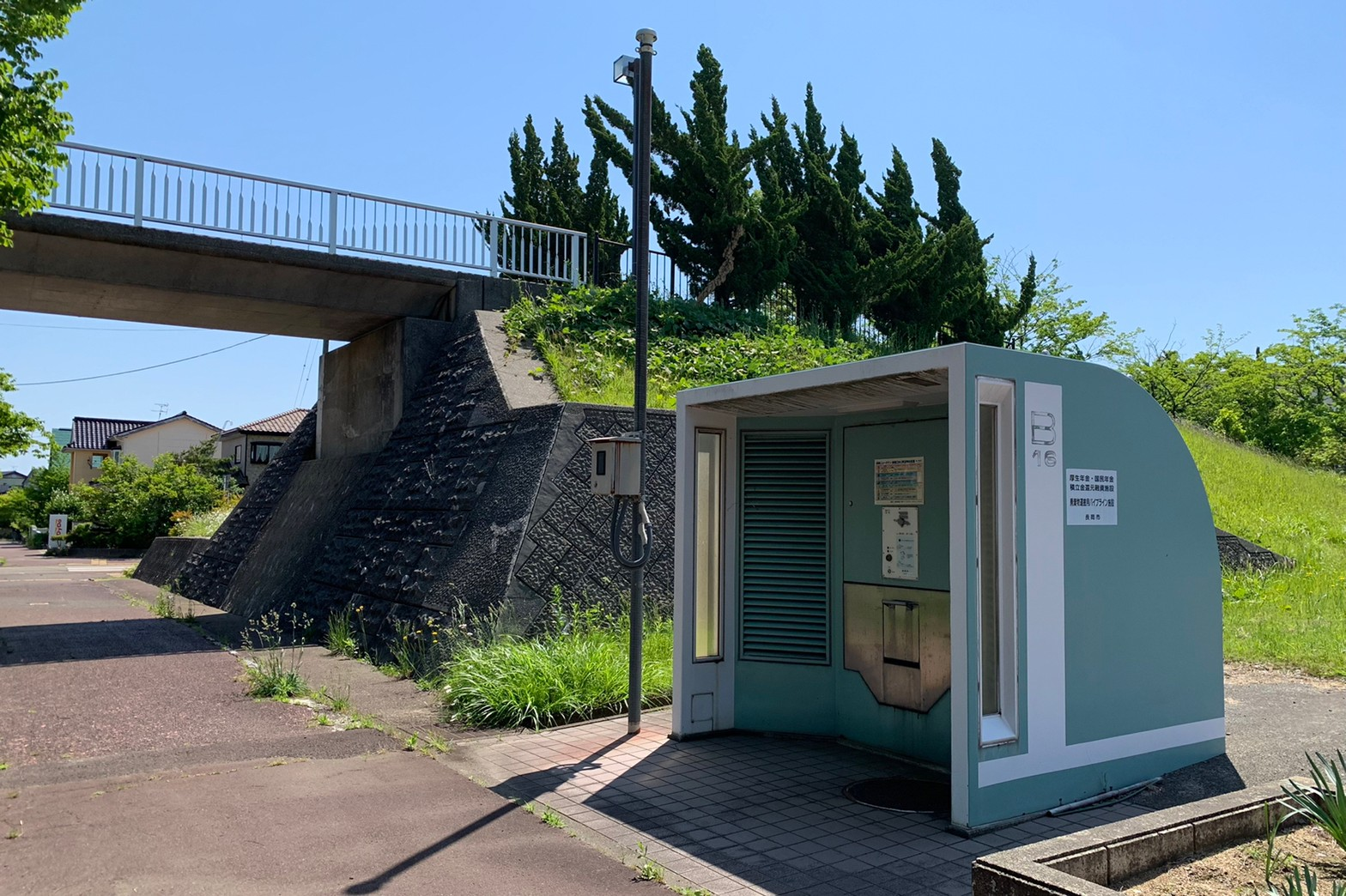
長岡ニュータウンの廃棄物空気輸送システム投入口

同システムは1950年代にスウェーデンで開発され、1961年に同国のソレフテオ病院で世界で初めて導入された。日本では1973年にホテルにて初めて導入され、その後国内では約20カ所のプラントが稼働した。従来のごみ集積場でのごみ収集と比較すると、収集日を気にせず好きな時間にごみを捨てることができることや、鳥害や臭気が発生しないことなどから、国内外のニュータウンや集合住宅、病院などに導入された。さらに一部のニュータウンなどでは共同溝の中に輸送管を敷設し、電線類地中化も同時に行われた。しかし、導入や維持の費用がかさむことや、分別収集には不向きなこと、長物や鎖などを投入すると配管が詰まることなどの欠点から、あまり普及しなかった。また、導入されたところでも維持費の高さや設備の老朽化によって2000年代以降その多くが稼働を停止した。大阪市の森の宮パークサイドコーポでは稼働終了にあたって分譲価格に管路システムの構築費用が含まれていたことなどから訴訟が起こされた。日本ではそのほとんどが自治体管理だが、千葉県富里市の日吉台ニュータウンのように管理組合によって管理されているところも存在する。
国内ではあまり普及しなかった同システムであるが、現在も北欧を中心に世界各地で運用されており、2018年にはノルウェーのベルゲンが市の中心部全体に廃棄物空気輸送システムを導入した世界で初めての都市となった。

## 国内における主な導入事例

### 廃棄物空気輸送システム
- 篠路ニュータウン（北海道札幌市[10]）
- 長岡ニュータウン（新潟県長岡市[10]）
- つくば研究学園都市（茨城県つくば市[10]）
- 幕張ベイタウン（千葉県千葉市[10]）
- 千葉ニュータウン（千葉県印西市[10]）
- 日吉台ニュータウン（千葉県富里市[11]）
- 多摩ニュータウン（東京都[10]）
- 東京臨海副都心（東京都[12]）
- みなとみらい21（神奈川県横浜市[10]）
- 森之宮第二市街地住宅・森の宮パークサイドコーポ（大阪府大阪市[7]）
- 南港ポートタウン（大阪府大阪市・現在はテクノキュームに移行[1]）
- りんくうタウン（大阪府[4]）
- 芦屋浜シーサイドタウン（兵庫県芦屋市[1]）

### テクノキューム
- 天神川団地（兵庫県伊丹市[12]）
- 新地団地（熊本県熊本市[12]）